# Île la plus septentrionale du Pulkkilanharju

L'île la plus au nord du Pulkkilanharju (finnois : Pulkkilanharjun pohjoisin saari) est une île de la partie sud, appelée Asikkalanselkä, du lac Päijänne à Asikkala en Finlande. 
Une partie de l'ile fait partie du parc national du Päijänne.

## Présentation
L'île, située au nord de l'esker Pulkkilanharju, mesure 3,0 kilomètres de long, 930 mètres de large et a une superficie de 1,16 kilomètre carré.
À son nord-est, se trouve une  péninsule de 1,6 kilomètre de long dont elle est séparée par le détroit de Käkisalmi large de 90 mètres. 
À son sud-ouest se trouve l'île centrale du Pulkkilanharju dont elle est séparée par le détroit Karinsalmi large de 140 mètres.
L'esker Pulkkilanharju comprend l'ile Viinasaari voisine et des petits îlots.
L'île ne fait pas plus de 500 mètres de large, à l'exception de son extrémité sud-ouest de forme ronde et de 950 mètres de large.
Comme tout l'esker Pulkkilanharju, l'île est traversée par la route régionale 314 qui relie Sysmä à Vääksy. 
L'île comprend des champs cultivés et une ferme et deux maisons sont des résidences permanentes.
Il y a une trentaine de maisons de vacances.

## Réserve naturelle
Environ la moitié de l'île est une réserve naturelle, qui appartient au parc national du Päijänne avec l'île centrale du Pulkkilanharju. 
Les zones du parc national forment la zone Natura 2000 Päijänteen alue de (10 857 hectares, FI0335003),.

## Biographie
- (fi) Osmo Ruottinen, Asikkalan Pulkkilaharju–Muuttolintujen väylä Päijänteellä, Päijät-Hämeen lintutieteellinen yhdistys, 2010 (lire en ligne)

- (fi) Marjatta Koivisto (ed.), Jääkaudet, Porvoo, WSOY, 2004 (ISBN 951-0-29101-3)